# Diomédée (mère de Protésilas)
Pour les articles homonymes, voir Diomède (homonymie).
Dans la mythologie grecque, Diomédée (en grec ancien Διομήδεια / Diomếdeia) est l'épouse d'Iphiclos, roi de Phylacée en Thessalie. Selon Hygin, elle est la mère de Iolaos/Protésilas.